# マーク・マッコイ
マーク・マッコイ (Marcus ("Mark") McKoy、1961年12月10日-)は、1980年代から1990年代前半にかけて活躍したカナダの陸上競技選手である。1992年バルセロナオリンピック110mハードルの金メダリストである。
マッコイは、ガイアナ出身であるが、幼い頃にイギリスに移住、さらに10代でカナダに移住した。1994年にはオーストリアの市民権を獲得、現在はカナダに住んでいる。

## 主な実績
| 年   | 大会                       | 場所                         | 種目    | 結果 | 記録   |
| ---- | -------------------------- | ---------------------------- | ------- | ---- | ------ |
| 1982 | コモンウェルスゲームズ     | ブリスベン(オーストラリア)   | 110mH   | 1位  | 13秒37 |
| 1982 | コモンウェルスゲームズ     | ブリスベン(オーストラリア)   | 4x100mR | 2位  | 39秒30 |
| 1983 | 世界陸上競技選手権大会     | ヘルシンキ(フィンランド)     | 110mH   | 4位  | 13秒56 |
| 1984 | オリンピック               | ロサンゼルス(アメリカ合衆国) | 110mH   | 4位  | 13秒45 |
| 1986 | コモンウェルスゲームズ     | エディンバラ(スコットランド) | 110mH   | 1位  | 13秒31 |
| 1986 | コモンウェルスゲームズ     | エディンバラ(スコットランド) | 4x100mR | 1位  | 39秒15 |
| 1987 | 世界陸上競技選手権大会     | ローマ(イタリア)             | 110mH   | 7位  | 13秒71 |
| 1988 | オリンピック               | ソウル(大韓民国)             | 110mH   | 7位  | 13秒61 |
| 1991 | 世界室内陸上競技選手権大会 | セビリア(スペイン)           | 60mH    | 3位  | 7秒49  |
| 1991 | 世界陸上競技選手権大会     | 東京(日本)                   | 110mH   | 4位  | 13秒30 |
| 1992 | オリンピック               | バルセロナ(スペイン)         | 110mH   | 1位  | 13秒12 |
| 1993 | 世界室内陸上競技選手権大会 | トロント(カナダ)             | 60mH    | 1位  | 7秒41  |
| 1993 | IAAFグランプリファイナル   | ロンドン(イギリス)           | 110mH   | 3位  | 13秒36 |
| 1994 | IAAFグランプリファイナル   | パリ(フランス)               | 110mH   | 2位  | 13秒14 |
| 1995 | 世界室内陸上競技選手権大会 | バルセロナ(スペイン)         | 60mH    | 4位  | 7秒46  |

## 自己ベスト
- 60m - 6.49秒 (1993年3月6日)
- 100m - 10.08秒 (1993年7月2日)
- 60mハードル - 7.41秒 (1993年3月14日)
- 110mハードル - 13.08秒 (1993年7月2日)